# Ek Nii
Ek Nii (Nii) ist eine in der Western Highlands Province von Papua-Neuguinea gesprochene Trans-Neuguinea-Sprache. 1991 hatte die Sprache 12.000 Sprecher, relativ wenig im Vergleich zu den bedeutenderen Nachbarsprachen wie zum Beispiel Melpa. Viele der Nii-Sprecher sprechen neben der Kreolsprache Tok Pisin und der offiziellen Sprache Englisch daher auch eine oder mehrere der indigenen Nachbarsprachen.
Es existiert wenig in der Sprache verfasstes schriftliches Material. Teile der Bibel wurden in Ek Nii übersetzt, die aber vor Ort kaum oder gar nicht benutzt werden. Schulunterricht findet in den unteren Klassen teilweise in Tok Pisin, sonst durchgehend in Englisch statt.
Durch die Nähe zum Highlands-Highway haben die Nii-Sprecher eine relativ gute Verkehrsanbindung. 
Die fruchtbaren Böden des Wahgi-Tales ermöglichen den örtlichen Subsistenzlandwirten einen ertragreichen Anbau von vor allem Süßkartoffeln und Kaffee. Daneben existieren kommerzielle Teeplantagen. Vor der Einführung von Metallwerkzeugen Mitte des 20. Jahrhunderts sicherte die auf dem Gebiet befindliche Feuersteinmine, die einzige im Umkreis mehrerer Tagesreisen, den Ansässigen eine wirtschaftlich gute Stellung.